# Pinus maximinoi
Pinus maximinoi H.E. Moore – gatunek drzewa iglastego z rodziny sosnowatych (Pinaceae). Występuje w Salwadorze, Gwatemali, Meksyku, północno-zachodniej Nikaragui i Hondurasie.

## Morfologia

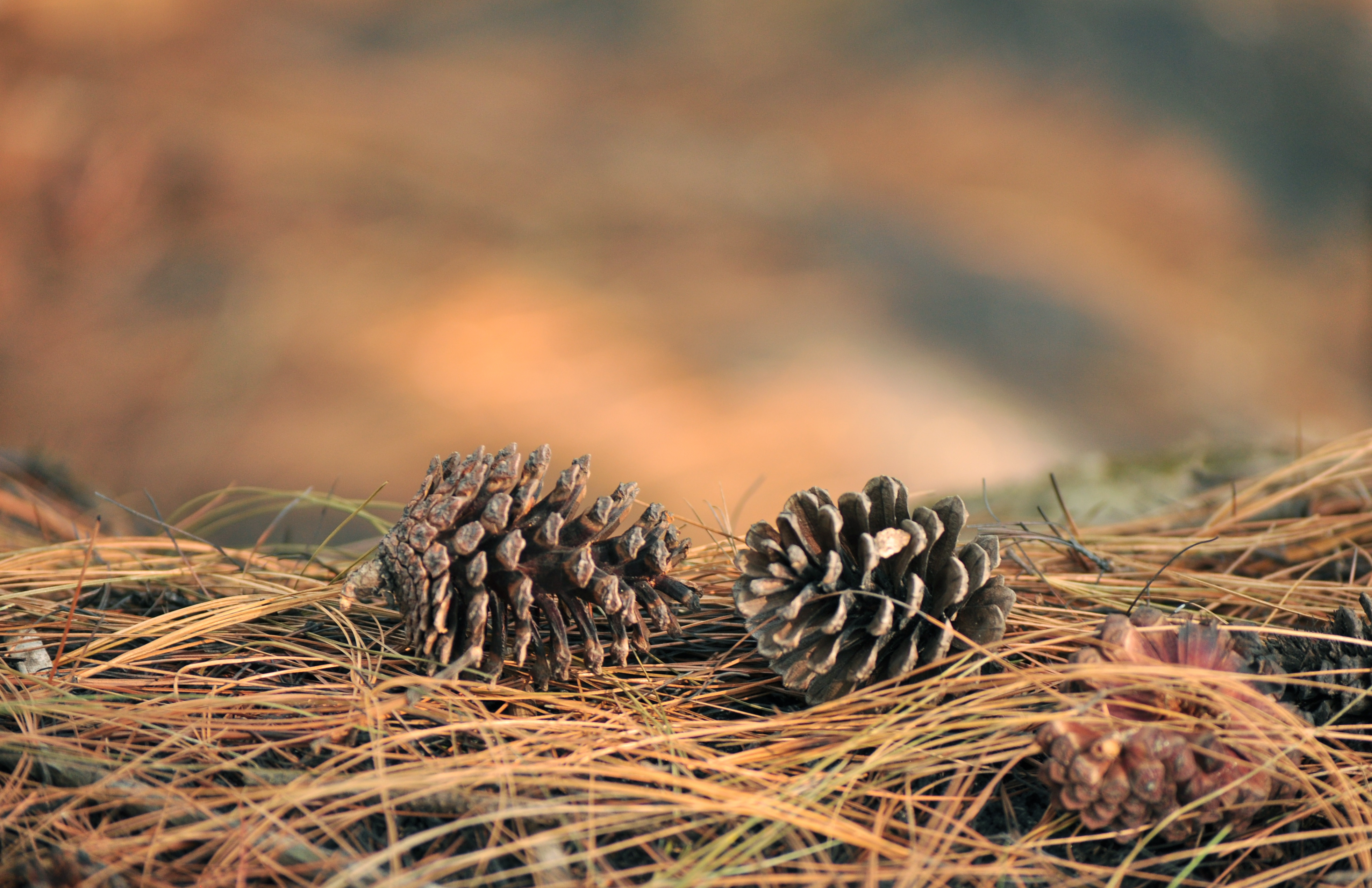
Szyszki

PokrójDrzewo o początkowo piramidalnej koronie, która z czasem staje się zaokrąglona i otwarta.
PieńZazwyczaj pojedynczy, okrągły i prosty. Osiąga wysokość 20–35(50) m i 70–90(100) cm średnicy. Kora początkowo gładka i szarobrązowa, z wiekiem staje się chropowata, głęboko spękana i łuszczy się dużymi płatami.
LiścieZebrane po 5 na krótkopędach, rzadko po 4 lub 6, o długości 20–35 cm i średnicy 0,6–1,1 mm, bardzo wiotkie i opadające.
SzyszkiSzyszki męskie cylindryczne, różowo-brązowe, o długości 30–40 mm i średnicy 5–8 mm. Szyszki żeńskie wyrastają w grupach po 3–4. W pierwszym roku są jasnobrązowe, dojrzałe czerwono-brązowe, asymetryczne, jajowate do podłużnie jajowatych, o długości (4)5–10(12) cm i szerokości 4–8 cm po otwarciu. Osadzone na szypułce długości 10–15 mm. Nasiona są ciemnobrązowe, o długości 4–6 mm i średnicy 3–4 mm, opatrzone skrzydełkiem o długości 16–20 mm.

## Biologia i ekologia
Igły pozostają na drzewie przez 2–2,5 roku. W liściach znajdują się po przeważnie trzy kanały żywiczne, rzadziej 2 lub 4. Igły trójkątne w przekroju poprzecznym. Aparaty szparkowe ułożone w linie, po 2–3 na każdej stronie liścia. Siewka wykształca zazwyczaj sześć do ośmiu liścieni. Szyszki nasienne dojrzewają w zimie, w drugim roku od zapylenia, uwalniają nasiona i opadają wkrótce potem.
Występuje przeważnie w górach, ale także w wilgotnych lasach subtropikalnych, suchszych lasach sosnowo-dębowych i innych terenach lesistych. Rośnie na wysokościach (450) 900–1800 (2800) m n.p.m.
Pinus maximinoi jest gospodarzem roślin pasożytniczych: Arceuthobium globosum subsp. grandicaule na terenie południowego Meksyku i Gwatemali.

## Systematyka
Synonimy: Pinus tenuifolia Benth. non Salib., P. escandoniana Roezl, P. hoseriana Roezl, P. tzompoliana Roezl.
Gatunek ten jako pierwszy opisał w 1857 r. czeski botanik Benedikt Roezl (1823–1885), jednak jego zielniki zaginęły na wiele lat. W tym czasie zaczęto powszechnie używać nazwy P. maximinoi. Aby uniknąć niepotrzebnej zmiany nazwy, zaproponowano zachowanie ogólnie przyjętej, chociaż późniejszej P. maximinoi.
Pozycja gatunku w obrębie rodzaju Pinus:
- podrodzaj Pinus
  - sekcja Trifoliae
    - podsekcja Ponderosae
      - gatunek P. maximinoi

## Zagrożenia
Roślina umieszczona w Czerwonej księdze gatunków zagrożonych w grupie gatunków niższego ryzyka (kategoria zagrożenia; LC).